# Martin Poglajen
Martin Poglajen (Essen, Duitsland, 28 september 1942) is een voormalig Nederlands judoka
Poglajen nam in 1972 namens Nederland deel aan de Olympische Spelen van München. Daar bereikte hij in de gewichtsklasse halfzwaargewicht (tot 95 kilogram) de derde ronde, waarin hij werd uitgeschakeld voor de medailles door de Rus Goeram Gogulauri. 
Zijn grootste succes in zijn judocarrière behaalde hij in 1965, toen hij Europees kampioen werd in de klasse PRO -80 kg. Een jaar eerder was hij al tweede geworden in de open klasse. Zijn grootste succes bij de Wereldkampioenschappen was een tweede plaats in 1967 in de klasse middengewicht (80 kg).
Bij de Europese kampioenschappen voor ploegen behaalde hij met zijn Nederlandse ploeggenoten drie maal de zilveren medaille (1965, 1969 en 1971).

## Erelijst
- 1964 – 2e bij het EK, PRO open klasse
- 1965 – 1e bij het EK, PRO -80 kg
- 1965 – 2e bij het EK, ploegen
- 1966 – 3e bij het EK, middengewicht 80 kg
- 1966 – 3e bij het EK, ploegen
- 1967 – 2e bij het WK, middengewicht 80 kg
- 1967 – 3e bij het EK, ploegen
- 1969 – 3e bij het EK, middengewicht 80 kg
- 1969 – 3e bij het WK, middengewicht 80 kg
- 1969 – 2e bij het EK, ploegen
- 1970 – 2e bij het EK, middengewicht 80 kg
- 1971 – 2e bij het EK, ploegen
- 1972 – 3e bij het EK, ploegen